# 필로우 토크
《필로우 토크》(영어: Pillow Talk)는 1959년 개봉한 미국의 로맨틱 코미디 영화로, 마이클 고든이 감독을 맡았다. 2009년 미국 국립영화등기부에 등재되었다.